# Mrejiciko, Kărdjali
Mrejiciko (în bulgară Мрежичко) este un sat în comuna Djebel, regiunea Kărdjali,  Bulgaria. 

## Demografie
Componența etnică a satului Mrejiciko
     Turci (66,66%)
     Nicio identificare (33,33%)
     Altele (0%)
La recensământul din 2011, populația satului Mrejiciko era de 105 locuitori. Din punct de vedere etnic, majoritatea locuitorilor (66,66%) erau turci. Pentru 33,33% din locuitori nu este cunoscută apartenența etnică.